# العلاقات البوتانية اللبنانية
العلاقات البوتانية اللبنانية هي العلاقات الثنائية التي تجمع بين بوتان ولبنان.

## مقارنة بين البلدين
هذه مقارنة عامة ومرجعية للدولتين:
| وجه المقارنة                                              | بوتان          | لبنان                                                                |
| --------------------------------------------------------- | -------------- | -------------------------------------------------------------------- |
| المساحة (كم2)                                             | 38.39 ألف      | 10.45 ألف                                                            |
| عدد السكان (نسمة)                                         | 807.61 ألف     | 6.10 مليون                                                           |
| الكثافة السكانية (ن./كم²)                                 | 21.04          | 583.73                                                               |
| العاصمة                                                   | تيمفو          | بيروت                                                                |
| اللغة الرسمية                                             | لغة دزونكا     | اللغة العربية، لغة فرنسية                                            |
| العملة                                                    | نغولترم بوتاني | ليرة لبنانية                                                         |
| الناتج المحلي الإجمالي (بليون دولار)                      | 2.51 مليار     | 51.84 مليار                                                          |
| الناتج المحلي الإجمالي (تعادل القوة الشرائية) بليون دولار | 6.49 مليار     | 81.54 مليار                                                          |
| الناتج المحلي الإجمالي الاسمي للفرد دولار أمريكي          | 2.66 ألف       | 8.05 ألف                                                             |
| الناتج المحلي الإجمالي للفرد دولار أمريكي                 | 7.82 ألف       | 17.46 ألف                                                            |
| مؤشر التنمية البشرية                                      | 0.605          | 0.769                                                                |
| رمز المكالمات الدولي                                      | +975           | +961                                                                 |
| رمز الإنترنت                                              | .bt            | .lb                                                                  |
| المنطقة الزمنية                                           | ت ع م+06:00    | ت ع م+02:00، ت ع م+03:00، توقيت شرق أوروبا، توقيت شرق أوروبا الصيفي ‏ |

## منظمات دولية مشتركة
يشترك البلدان في عضوية مجموعة من المنظمات الدولية، منها:
| علم المنظمة | اسم المنظمة                        | تاريخ انضمام بوتان | تاريخ انضمام لبنان |
| ----------- | ---------------------------------- | ------------------ | ------------------ |
|             | وكالة ضمان الاستثمار متعدد الأطراف | 21 أكتوبر 2014     | 19 أكتوبر 1994     |
|             | منظمة الشرطة الجنائية الدولية      | ?                  | ?                  |
|             | منظمة حظر الأسلحة الكيميائية       | ?                  | ?                  |
|             | الأمم المتحدة                      | 21 سبتمبر 1971     | 24 أكتوبر 1945     |
|             | مؤسسة التمويل الدولية              | 1 ديسمبر 2003      | 28 ديسمبر 1956     |
|             | يونسكو                             | 13 أبريل 1982      | 4 نوفمبر 1946      |
|             | مؤسسة التنمية الدولية              | 28 سبتمبر 1981     | 10 أبريل 1962      |
|             | البنك الدولي للإنشاء والتعمير      | 28 سبتمبر 1981     | 14 أبريل 1947      |
|             | الاتحاد البريدي العالمي            | ?                  | ?                  |
|             | الاتحاد الدولي للاتصالات           | 15 سبتمبر 1988     | 12 يناير 1924      |

## وصلات خارجية
- موقع وزارة الخارجية البوتانية